# McLaren M14A
McLaren M14A – samochód Formuły 1, zaprojektowany przez Jo Marquarta i skonstruowany przez McLarena. Napędzany był silnikiem Ford Cosworth DFV i używany był w sezonach 1970–1971. Powstała również wersja „D” modelu, napędzana silnikiem Alfa Romeo.

## Historia
Na sezon 1970 McLaren stworzył model M14A, który był raczej ewolucją starego M7A niż zupełnie nowym projektem. Pojazd był konwencjonalny. Silnik DFV V8 o pojemności 2993 cm³ został zamontowany wzdłużnie centralnie, ważył 168 kg i osiągał moc 430 KM przy 10000 obr./min. Jego blok i głowica zostały wykonane z aluminium. Monokok został wykonany z aluminium. Przednie i tylne zawieszenie stanowiły podwójne wahacze oraz sprężyny nad amortyzatorami. Na układ hamulcowy składały się wentylowane tarcze hamulcowe Lockheed na wszystkich kołach. Pięciobiegowa manualna skrzynia biegów została skonstruowana przez firmę Hewland.
Sezon 1970 zaczął się dość dobrze, dwoma drugimi miejscami Denny'ego Hulme'a i Bruce'a McLarena, ale następnie McLaren zginął podczas testu na torze Goodwood. Mimo to McLaren kontynuował ściganie w Formule 1, jednak tracił z biegiem czasu dystans do bardziej zaawansowanych technicznie Lotusów i Ferrari. Hulme został sklasyfikowany na czwartym miejscu w klasyfikacji kierowców, a McLaren – na piątym w klasyfikacji konstruktorów. W sezonie kilkakrotnie wystąpił również napędzany silnikiem Alfa Romeo model M14D, którego prowadził Andrea de Adamich. Samochód ten był jednak bardzo awaryjny.
W 1971 roku z modelu M14A kilkukrotnie korzystali jeszcze Peter Gethin i Jackie Oliver. Jeden z egzemplarzy, wyposażony w silnik Chevrolet V8, był później w latach 1972–1974 stosowany przez Tony'ego Deana, Williego Wooda i Alana Kayesa w Formule 5000.
Trzy modele M14A znajdują się w Stanach Zjednoczonych, a jeden – w Wielkiej Brytanii. Jedyny model M14D znajduje się w Wielkiej Brytanii. Następcą modelu był McLaren M19A.

## Wyniki w Formule 1
| Legenda oznaczeń w tabelach wyników Wyświetl szablon na nowej stronie | Legenda oznaczeń w tabelach wyników Wyświetl szablon na nowej stronie                                                                     |
| Oznaczenie                                                            | Wyjaśnienie |
| --------------------------------------------------------------------- | --- |
| Złoty                                                                 | Zwycięzca lub mistrzostwo |
| Srebrny                                                               | 2. miejsce lub wicemistrzostwo |
| Brązowy                                                               | 3. miejsce lub II wicemistrzostwo |
| Zielony                                                               | Ukończył, punktował (w klasyfikacji generalnej, gdy zdobył co najmniej jeden punkt na przestrzeni sezonu, poza trzema powyższymi opcjami) |
| Niebieski                                                             | Ukończył, nie punktował (w klasyfikacji generalnej, gdy nie zdobył co najmniej jednego punktu na przestrzeni sezonu)                      |
| Czerwony                                                              | Nie zakwalifikował się (NZ) |
| Czerwony                                                              | Nie prekwalifikował się (NPK) |
| Różowy                                                                | Nie ukończył (NU) |
| Różowy                                                                | Niesklasyfikowany (NS) (w klasyfikacji generalnej, gdy nie został sklasyfikowany w żadnym wyścigu sezonu)                                 |
| Czarny                                                                | Zdyskwalifikowany (DK) |
| Czarny                                                                | Wykluczony (WYK/EX) |
| Biały                                                                 | Nie wystartował (NW) |
| Biały                                                                 | Kontuzjowany (K/INJ) |
| Biały                                                                 | Wyścig odwołany (OD/C) |
| Bez koloru                                                            | Został wycofany (WYC/WD) |
| Bez koloru                                                            | Nie przybył (NP/DNA) |
| Bez koloru                                                            | Nie brał udziału w treningach (NT/DNP) |
| Bez koloru                                                            | Nie został zgłoszony (–) |
| Pogrubienie                                                           | Start z pole position |
| Kursywa                                                               | Najszybsze okrążenie wyścigu |
| †                                                                     | Nie ukończył, ale jego rezultat został zaliczony ze względu na przejechanie więcej niż 90% dystansu wyścigu.                              |
| *                                                                     | Sezon w trakcie |
| 1/2/3                                                                 | Punktowana pozycja w sprincie kwalifikacyjnym                                                                                             |
| Lista systemów punktacji Formuły 1                                    | |

| Sezon | Zespół                     | Silnik     | Kierowcy          | Wyniki w poszczególnych eliminacjach | Wyniki w poszczególnych eliminacjach | Wyniki w poszczególnych eliminacjach | Wyniki w poszczególnych eliminacjach | Wyniki w poszczególnych eliminacjach | Wyniki w poszczególnych eliminacjach | Wyniki w poszczególnych eliminacjach | Wyniki w poszczególnych eliminacjach | Wyniki w poszczególnych eliminacjach | Wyniki w poszczególnych eliminacjach | Wyniki w poszczególnych eliminacjach | Wyniki w poszczególnych eliminacjach | Wyniki w poszczególnych eliminacjach | Wyniki kierowców | Wyniki kierowców | Wyniki konstruktora | Wyniki konstruktora |
| 1970  |                            |            |                   |                                      |                                      | Monako                               | Belgia                               | Holandia                             | Francja                              | Wielka Brytania                      | Niemcy                               | Austria                              | Włochy                               | Kanada                               | Stany Zjednoczone                    | Meksyk                               | Pkt.             | Msc.             | Pkt.                | Msc.                |
| ----- | -------------------------- | ---------- | ----------------- | ------------------------------------ | ------------------------------------ | ------------------------------------ | ------------------------------------ | ------------------------------------ | ------------------------------------ | ------------------------------------ | ------------------------------------ | ------------------------------------ | ------------------------------------ | ------------------------------------ | ------------------------------------ | ------------------------------------ | ---------------- | ---------------- | ------------------- | ------------------- |
| 1970  | Bruce McLaren Motor Racing | Ford       | Bruce McLaren     | NU                                   | 2                                    | NU                                   | –                                    | –                                    | –                                    | –                                    | –                                    | –                                    | –                                    | –                                    | –                                    | –                                    | 6                | 14               | 35                  | 5                   |
| 1970  | Bruce McLaren Motor Racing | Ford       | Denny Hulme       | 2                                    | NU                                   | 4                                    | –                                    | –                                    | 4                                    | 3                                    | 3                                    | NU                                   | 4                                    | NU                                   | 7                                    | 3                                    | 27               | 4                | 35                  | 5                   |
| 1970  | Bruce McLaren Motor Racing | Ford       | Peter Gethin      | –                                    | –                                    | –                                    | –                                    | NU                                   | –                                    | –                                    | NU                                   | 10                                   | NS                                   | 6                                    | 14                                   | NU                                   | 1                | 23               | 35                  | 5                   |
| 1970  | Bruce McLaren Motor Racing | Alfa Romeo | Andrea de Adamich | –                                    | –                                    | –                                    | –                                    | NZ                                   | –                                    | –                                    | NZ                                   | 12                                   | 8                                    | NU                                   | NZ                                   | –                                    | 0                | 28               | 0                   | 9                   |
| 1971  |                            |            |                   |                                      |                                      | Monako                               | Holandia                             | Francja                              | Wielka Brytania                      | Niemcy                               | Austria                              | Włochy                               | Kanada                               | Stany Zjednoczone                    |                                      |                                      | Pkt.             | Msc.             | Pkt.                | Msc.                |
| 1971  | Bruce McLaren Motor Racing | Ford       | Peter Gethin      | NU                                   | 8                                    | NU                                   | –                                    | –                                    | –                                    | –                                    | –                                    | –                                    | –                                    | –                                    |                                      |                                      | 0 (9)            | 9                | 0 (10)              | 6                   |
| 1971  | Bruce McLaren Motor Racing | Ford       | Jackie Oliver     | –                                    | –                                    | –                                    | –                                    | –                                    | NU                                   | –                                    | 9                                    | 7                                    | –                                    | –                                    |                                      |                                      | 0                | 23               | 0 (10)              | 6                   |